# Lauren Mayberry
Lauren Eve Mayberry (7 de outubro de 1987), é uma cantora, compositora, escritora e jornalista escocesa. Ela é a vocalista e percussionista da banda escocesa de synth-pop Chvrches. Em Chvrches, Mayberry co-escreve e co-produz as canções com Iain Cook e Martin Doherty, e canta como vocalista principal. Ela também toca bateria e teclado. Mayberry é soprano.

## Infância e educação
Mayberry toca piano desde criança e bateria desde a adolescência.
Mayberry frequentou a Beaconhurst School, uma escola independente em Bridge of Allan. Ela também morava em Gladstone, Illinois, como estudante de intercâmbio. Depois de completar quatro anos de graduação em direito na University of Strathclyde, ela obteve o título de mestre em jornalismo em 2010. Isso a levou a uma carreira em jornalismo freelance e produção em execução. De 2009 a 2010, ela contribuiu para o site de música do Reino Unido, The Line of Best Fit.

## Carreira musical

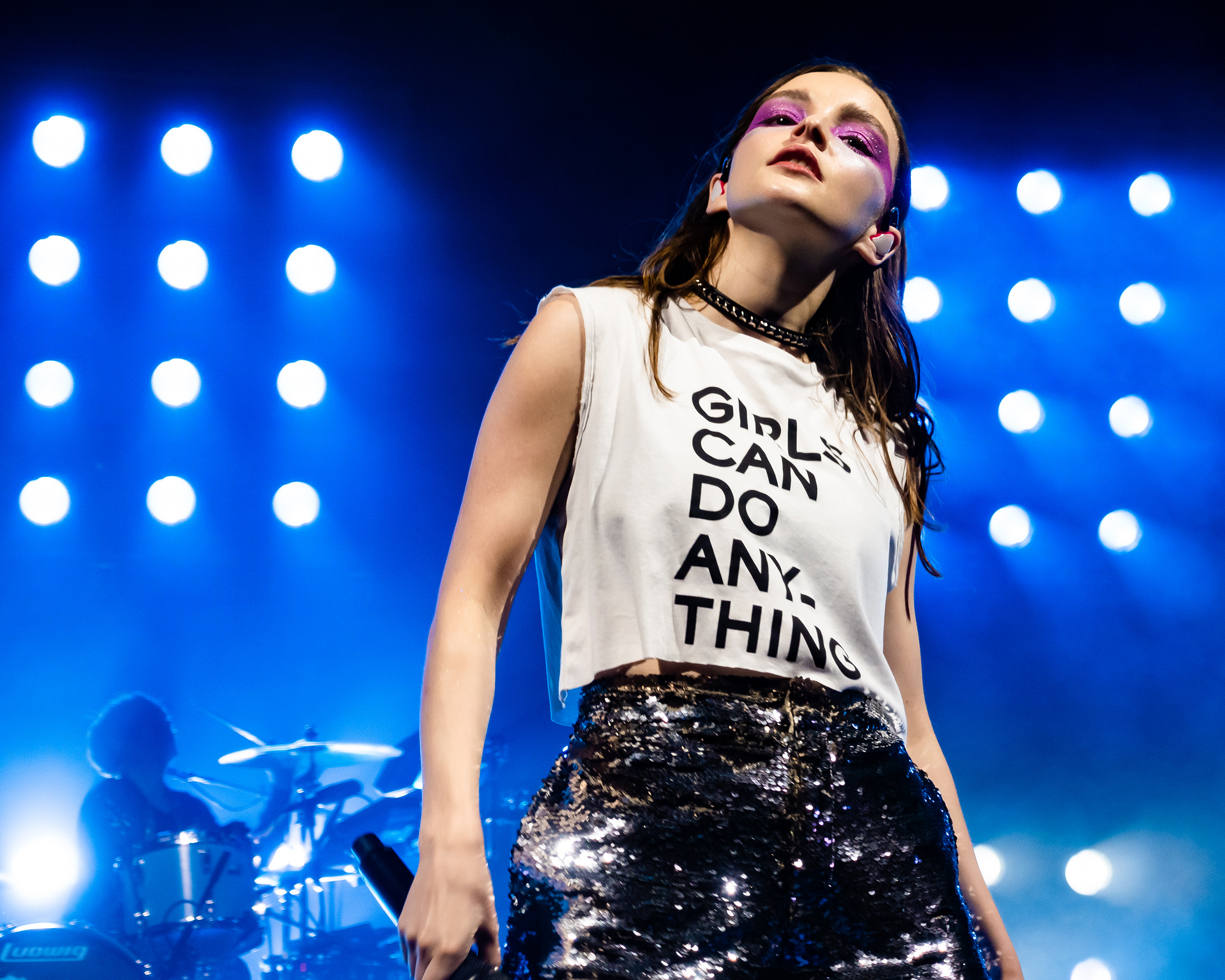
Mayberry se apresentando ao vivo com Chvrches no teatro grego em Griffith Park, Los Angeles, em 23 de setembro de 2018

Dos 15 aos 22 anos, ela tocou bateria em várias bandas. Antes de Chvrches, Mayberry esteve envolvido em duas bandas locais, Boyfriend / Girlfriend e Blue Sky Archives. Em Blue Sky Archives, ela era uma vocalista e tocava bateria e teclado. Como membro do Blue Sky Archives, Mayberry também fez um cover da música "Killing in the Name", do Rage Against the Machine, que foi lançada como single.
Em setembro de 2011, Iain Cook das bandas Aereogramme e The Unwinding Hours produziu o EP Triple A-Side do Blue Sky Archives. Cook iniciou um novo projeto com seu amigo Martin Doherty e pediu a Mayberry para cantar em algumas demos. Eles escreveram juntos por sete ou oito meses em um estúdio subterrâneo em Glasgow. Cook, Mayberry e Doherty decidiram formar uma nova banda depois que as sessões provaram ser um sucesso. A banda escolheu o nome Chvrches, usando um "v" romano para se distinguir de igrejas reais em pesquisas na internet.
Em 2013, a banda assinou com a Glassnote Records depois de lançar as faixas Lies e The Mother We Share em 2012. Seu primeiro EP, Recover, foi lançado em 2013. A banda lançou seu álbum de estreia, The Bones of What You Believe, em 20 de setembro de 2013.
Mayberry colaborou com artistas como Marshmello, Death Cab For Cutie, Bleachers, The National, e a vocalista do Paramore, Hayley Williams.